# M777
M777 je 155 mm vučni top kojeg proizvodi britanska vojna industrija BAE Systems Land and Armaments dok se završna integracija i ispitivanje topa vrše u BAE-ovom pogonu američkom Hattiesburgu u Mississippiju. M777 je novi model koji trenutno mijenja prethodni model M198 u američkoj vojsci i marinskom korpusu. Tokom Rata u Afganistanu 2008. godine top je prikazao mogućnost ispaljivanja Excalibur projektila koji se može navoditi putem GPS navigacije.

## Dizajn
Top M777 je počela razvijati britanska vojna industrija Vickers Shipbuilding and Engineering (VSEL) kao ultralaku poljsku haubicu. Nakon što je BAE Systems preuzeo VSEL 1999., razvoj M777 je nastavljen u podružnici BAE Systems Land and Armaments. Iako se top proizvodi u Velikoj Britaniji, završni dio se obavlja u SAD-u u tvornici United Defense. Kada je BAE Systems preuzeo United Defense 2005., završna montaža se nastavila obavljati u Americi ali sada u pogonu BAE-a. Oko 70% dijelova topa je američkog podrijetla uključujući i cijevi topa koje proizvodi Watervliet Arsenal.
M777 se smatra nasljednikom prethodnjeg modela M198 te je u odnosu na njega za 42% lakši i manji što mu omogućuje laki transport kamionima i helikopterima V-22 Osprey i CH-47 Chinook. Samim time M777 se može lakše dovesti / odvesti s bojnog polja u odnosu na M198. Također, broj posade za upravljenje topom je smanjen s devet na pet.
Top koristi digitalni sustav upravljanja paljbom sličan kao kod M109 koji daje informacije o navigaciji. Kanada na svojim topovima ima digitalni sustav nazvan "Digital Gun Management System (DGMS)" a proizvodi ga SELEX. Ovaj sustav već se dokazao u britanskoj vojsci u posljednje tri do četiri godine gdje se do tada koristio laki top L118.
M777 često primjenjuje streljivo Excalibur koje ima mogućnost GPS navigacije te omogućava visoku preciznost za ciljeve do 40 km udaljenosti. Time se udvostručuje područje pokrivenosti, na više od 5.000 kvadratnih km. Tako je pri testiranju kod američke vojske ispaljeno 13 od 14 Excalibura na udaljenosti od 24 km a projektil je metu promašio za svega 5 metara odnosno, pogodio je metu u krugu od 10 metara.

## Uporaba
Američka 109. baterija je nakon obuke u kampu Shelby u Mississippiju postala prva vojna baterija koja je kvalificirana za uporabu M777. S druge strane, M777 je prvi počeo koristiti 3. bataljun američkog 11. marinskog korpusa. Marincima je isporučeno 380 topova dok je američkoj vojsci i Nacionalnoj gardi dostavljeno njih 273.
U prosincu 2005. je 1. pukovnija Kraljevske kanadskoga konjičkoga topništva započela s inicijalnom uporabom prvih M777 vučnih topova, ukupno njih šest. Njih je dostavio američki marinski korpus na temelju inozemne vojne prodaje između SAD-a i Kanade. Topovi su raspoređeni u Afganistanu kao potpora Operaciji Archer te su početkom 2006. dostavljeni na kanadskom području djelovanja oko Kandahara. Topovi su se pokazali odličnima u ljeto iste godine tokom Panjwaii bitke kada je mali broj ispaljenih projektila imao veliki učinak u povlačenju talibanskih jedinica s bojišta. Svega dva topa bila su odgovorna za većinu od 72 poginula talibana. U kasnu jesen 2006. tvrtka Digital Gun Management System (DGMS) je izvela stanovita poboljšanja topova M777 vezana uz njihovu preciznost. Nadograđeni topovi su se na bojištu koristili kao bliska podrška na manjim udaljenostima za kanadske i američke kopnene snage.
U svibnju 2009. kanadska vojska je naručila dodatnih 25 M777 topova čime bi raspolagala s ukupno 37 takvih topova. S druge strane, australska Vlada je naručila 57 komada modela M777A2 čija je ukupna vrijednost 248 milijuna USD.
Indijska vojska je najavila da namjerava kupiti 145 M777 topova ukupno vrijednih 647 milijuna USD ali su planovi oko njihove nabave privremeno zamrznuti u srpnju 2010. Zasad nije poznato kada će indijska Vlada kupiti topove.

## Korisnici
- Australija: Kraljevske australske oružane snage koriste 35 topova.[11] dok je naručeno još dodatnih 19.
- Indija: indijskoj vojsci je dostavljeno 145 lakih topova M777.[12]
- Kanada: Kraljevske kanadske oružane snage koriste 37 topova.
- SAD: u službi je ukupno 1.001 top. Marinski korpus koristi 580 a kopnena vojska i pješačka komponenta Nacionalne garde 421 top.[13]
- Tajland: za potrebe Kraljevskog tajlandskog marinskog korpusa naručeno je 15 topova.